# Cheloderus childrenii
Cheloderus childrenii là một loài bọ cánh cứng trong họ Cerambycidae.